# Woskriesienskoje (sosnowskij sielsowiet, rejon wołogodzki)
Woskriesienskoje (ros. Воскресенское) – wieś w Rosji, w rejonie wołogodzkim obwodu wołogodzkiego. W 2002 r. liczyła 3 mieszkańców, a w 2010 r. była niezamieszkana.